# Sör-Tallsjön
Sör-Tallsjön är en sjö i Vilhelmina kommun i Lappland och ingår i Gideälvens huvudavrinningsområde. Sjön har en area på 0,256 kvadratkilometer och ligger 423 meter över havet. Sjön avvattnas av vattendraget Tallsjöbäcken.
Sör-Tallsjön är åtskild från Norr-Tallsjön av en smal landremsa som består av sumpskog och båda sjöarna befinner sig på samma höjd över havet.

## Delavrinningsområde
Sör-Tallsjön ingår i det delavrinningsområde (715174-158291) som SMHI kallar för Inloppet i Mitt-Tallsjön. Medelhöjden är 506 meter över havet och ytan är 5,91 kvadratkilometer. Räknas de 3 avrinningsområdena uppströms in blir den ackumulerade arean 32,99 kvadratkilometer. Tallsjöbäcken som avvattnar avrinningsområdet har biflödesordning 3, vilket innebär att vattnet flödar genom totalt 3 vattendrag (Gideån, Gigån och Gideälven) innan det når havet efter 223 kilometer. Avrinningsområdet består mestadels av skog (80 procent) och sankmarker (15 procent). Avrinningsområdet har 0,26 kvadratkilometer vattenytor vilket ger det en sjöprocent på 4,4 procent.